# Alter Schlachthof (Bielefeld)

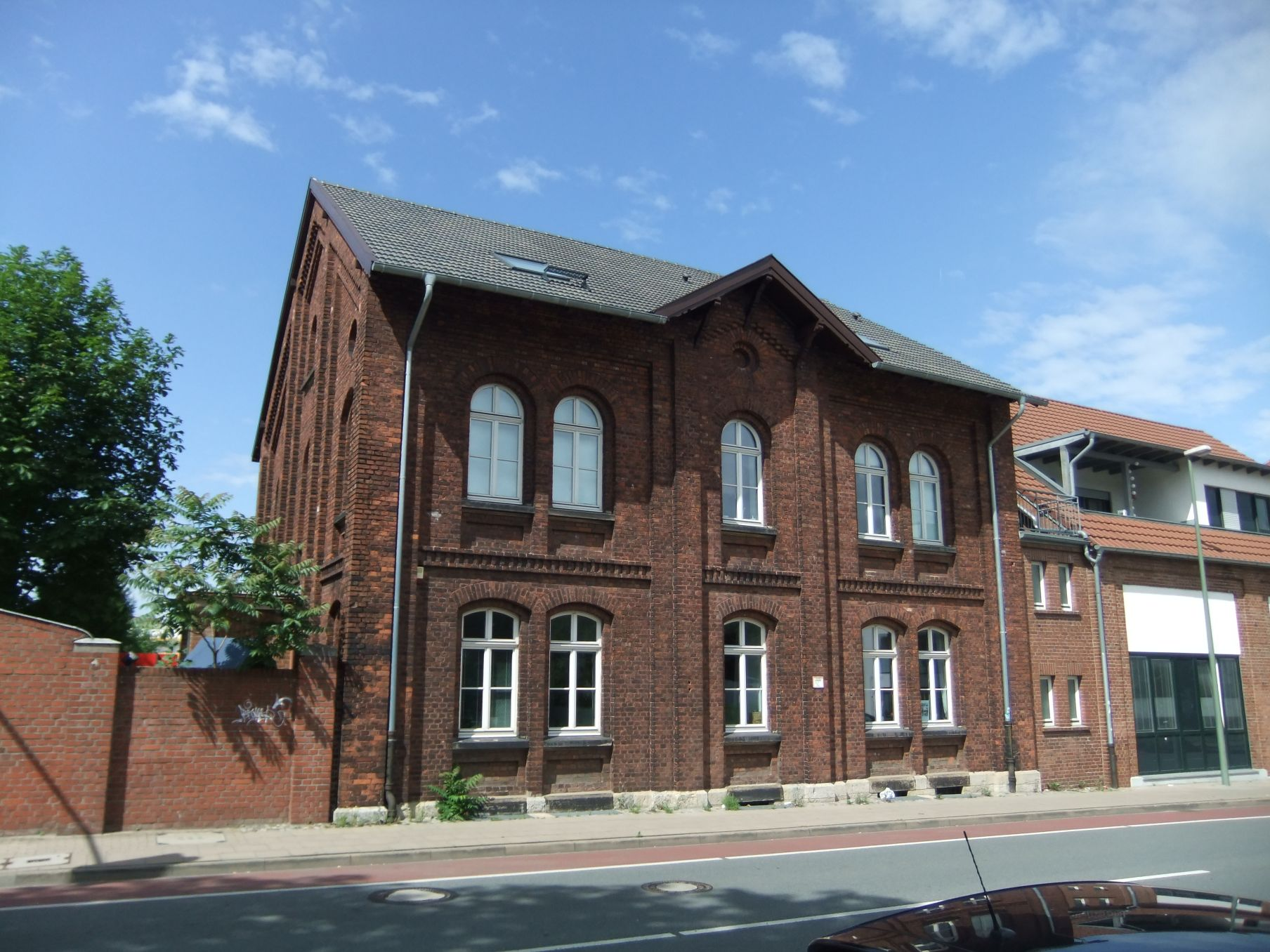
Ehemaliges Verwaltungsgebäude des alten Schlachthofs

Der Alte Schlachthof in der Dr. Victoria-Steinbiß-Straße im Bielefelder Stadtbezirk Mitte ist ein in Teilen denkmalgeschützter Baukomplex. Die Teilbauten wurden zwischen 1882 und 1965 errichtet. Die ehemalige Nutzung als Schlachthof wurde inzwischen durch verschiedene Verwendungszwecke abgelöst.

## Baubeschreibung
Auf dem 13.500 Quadratmeter großen Grundstück befanden sich mehrere Produktions-, Verwaltungs- und Nebengebäude des Schlachthofs. Unter Denkmalschutz stehen einer der Verwaltungsbaute und eine Gaststätte. Sämtliche Gebäude sind in Ziegelmauerwerk und mit Betondecken ausgestattet.

## Baugeschichte
Um 1965 wurde der Schlachtereibetrieb eingestellt. Ein Großteil des Gebäudevolumens blieb anschließend ungenutzt.
1996 wurde das Sanierungsgebiet Ravensberger Park ausgerufen, zu dem auch das Schlachthofgelände gehört. Wesentliches Ziel des Sanierungsplans war die Schaffung von Wohnraum in der Nähe des Stadtzentrums in einem Umfeld, das zu diesem Zeitpunkt in erster Linie gewerblich genutzt wurde. 1998 kaufte der Projektentwickler und Architekt Michael Kluckhuhn den Schlachthof. Im Jahr 2000 begann der Abriss mehrerer Nachkriegsgebäude. Im Mai 2001 erlangte ein Bebauungsplan Rechtskraft, dessen Inhalt auf einen bereits 1996 ausgeschriebenen städtebaulichen Wettbewerb für das Areal zurückging. Darin war eine Mischnutzung aus Wohnungen und Gewerbeansiedlung geplant. Dies scheiterte jedoch daran, dass sich die als Ankermieter vorgesehene private Fachhochschule des Mittelstands schließlich für einen anderen Standort entschied.
In dem 2002 entworfenen und zur Förderung eingereichten neuen Konzept nahm das Mehrgenerationen-Wohnen trotz einer beibehaltenen Ausweisung als Mischgebiet den bestimmenden Stellenwert ein. Zudem wurde auf den eigentlich vorgesehenen Abriss der ehemaligen Schlachthalle verzichtet. Zunächst erfolgte 2002 jedoch die Ansiedlung eines Discounters sowie 2004 der Bau des neuen Hauptzollamts auf dem Geländeteil an der Dr. Victoria-Steinbiß-Straße. 2005 verkaufte Kluckhuhn das Areal an Josef Müther, blieb jedoch als Projektentwickler und Planer weiter auf dem Areal tätig.
Im Februar 2006 begannen schließlich Bauarbeiten für das Mehrgenerationen-Wohnen im straßenabgewandten Teil des Geländes. Dafür wurden sowohl Neubauten errichtet als auch das denkmalgeschützte Verwaltungsgebäude und das ehemalige Kessel- und Kühlhaus umgebaut. An der Südseite der Fassade wurden Einschnitte vorgenommen, um Freisitze anzulegen. Im Erdgeschoss entstanden an verschiedenen Stellen zusätzliche Fensteröffnungen. Ein äußerer Laubengang wurde zum Erschließen der Wohnungen in den Obergeschossen angelegt und die Dächer saniert. Die Umbauten im Inneren beschränkten sich im Wesentlichen auf Feuchtigkeitssperren zum Erdboden, die Aufteilung größerer Innenräume durch Leichtbauwände und die Ausstattung der Wohnungen. Im Kesselhaus war eine Asbestsanierung nötig. So entstanden 76 barrierefrei Geschosswohnungen (19 in Alt- und 57 in Neubauten) mit jeweils 47 bis 100 und insgesamt 4600 Quadratmetern Wohnfläche sowie eine Verwaltungseinheit mit Gemeinschaftsräumen. Die Schlachthalle wurde durch eine Zwischendecke in zwei Stockwerke aufgeteilt. Das Erd- und das Obergeschoss bieten nun einer Kindertagesstätte Raum, in einem Teil des Untergeschosses vier behindertengerechte Wohnungen. Öffentlich geförderte Sozialwohnungen machten 90 Prozent des Bestands aus und frei finanzierte Wohnungen den Rest. Als Generalmieter übernahm das Deutsche Rote Kreuz Bielefeld die Wohnanlage. Die ersten Mieter zogen zum Jahresanfang 2007 ein, im Februar waren die Bauarbeiten abgeschlossen. Zu diesem Zeitpunkt waren alle Wohnungen vermietet. Das Areal wird unter dem Namen Denkwerk vermarktet. Die Gesamt-Investitionen lagen bei rund 30 Millionen Euro und wurden mit Mittel der sozialen Wohnraumförderung des Landes Nordrhein-Westfalen bezuschusst.
In der Folge zur Umgestaltung des Schlachthofgeländes entstanden auch in der Umgebung Neubauten oder wurden bestehende Gebäude umgebaut, unter anderem zu einer Wohngruppe für Demenzkranke und zu Studentenwohnungen.